# 越池市
越池市（越南语：／）是越南富寿省省莅，位于河内西北70公里处，为越南北部的工业城市之一。

## 地理
越池市位于越南北部红河流域泸江与红河干流交汇处，东接永福省永祥县和立石县，东北接永福省泸江县，西接临洮县，南隔红河与河内市巴位县相望，北接扶宁县。

## 历史
越池市在阮朝时属于山西省永祥府白鹤县、临洮府山围县和端雄府扶宁县三县交界地带。
1977年6月27日，楼上社、屈上社、仙葛社和泷泸社合并为徵王社。
1977年7月5日，扶宁县云富社、凤楼社2社和临洮县瑞云社1社、永祥县蒲稍社廊台村、慕周下村划归越池市管辖。
1984年1月13日，白鹤市镇改制为白鹤坊，清庙坊析置寿山坊，徵王社部分区域分别划归清庙坊和寿山坊管辖，徵王社仙葛村和明农社嘉旺店划归仙葛坊管辖，廋楼社多壮队、翁黄队、云炊队、明农社朗锦村、无名区队、明方社农庄区队、徵王社慕蚩村乐岸区队划归新民坊管辖，云奇坊析置嘉锦坊和农庄坊，明农社、明方社和仙葛坊部分区域划归嘉锦坊管辖，明方社部分区域划归农庄坊管辖，明方社和云富社部分区域划归云奇坊管辖。
1986年10月11日，徵王社析置泷泸社。
1996年11月6日，永富省重新分设为富寿省和永福省，越池市随之划归富寿省管辖并成为富寿省莅。
2002年4月8日，清庙坊析置𤅶𨃴坊，廋楼社改制为廋楼坊。
2004年10月14日，越池市被评定为二级城市。
2006年11月10日，临洮县羲岗社、周化社、青亭社3社和扶宁县金德社、雄泸社2社划归越池市管辖。
2008年5月29日，河西省巴位县新德社划归越池市管辖。
2010年5月5日，明方社改制为明方坊，明农社改制为明农坊，云富社改制为云富坊。
2012年5月4日，越池市被评定为一级城市。
2019年12月17日，新德社并入明农坊。
2024年11月14日，越南国会常务委员会通过决议，自2025年1月1日起，云奇坊并入农庄坊，𤅶𨃴坊并入寿山坊。

## 行政区划
越池市下辖11坊9社，市人民委员会位于仙葛坊。
- 白鹤坊（Phường Bạch Hạc）
- 廋楼坊（Phường Dữu Lâu）
- 嘉锦坊（Phường Gia Cẩm）
- 明农坊（Phường Minh Nông）
- 明方坊（Phường Minh Phương）
- 农庄坊（Phường Nông Trang）
- 新民坊（Phường Tân Dân）
- 清庙坊（Phường Thanh Miếu）
- 寿山坊（Phường Thọ Sơn）
- 仙葛坊（Phường Tiên Cát）
- 云富坊（Phường Vân Phú）
- 周化社（Xã Chu Hóa）
- 雄泸社（Xã Hùng Lô）
- 羲岗社（Xã Hy Cương）
- 金德社（Xã Kim Đức）
- 凤楼社（Xã Phượng Lâu）
- 泷泸社（Xã Sông Lô）
- 青亭社（Xã Thanh Đình）
- 瑞云社（Xã Thụy Vân）
- 征王社（Xã Trưng Vương）

## 交通

### 公路
河內－老街高速公路經過越池市域北部，并通過一座收费站連接市區扶董路。
而亞洲公路14號線则經過越池市中心区，并通过横跨泸江的越池大桥联结越池市位于泸江东岸的白鶴坊及邻近的永福省。2013年，越南政府又在越池大桥以北270公尺的区域建造新越池大桥，该桥梁已经于2015年竣工通车。2018年，越池市连接红河南岸河内市巴位縣的文郎大桥亦通车投运，便利了富寿省与首都河内市的人货往来。

### 铁路
河老鐵路自西向东經過越池市境內，並設有越池站及撫德站两座火车站。

## 社会

### 教育
越池市为富寿省的文教中心，富寿省大部分高等院校都设立于此。截至2022年，越池市内有雄王大學、越池工业大学2所本科高校，5所专科院校及一所民族预科学校。

### 媒体
越南主要的媒體均可在越池市接收，越南人民报、越南通讯社等媒体在越池市也有代表机构。越池市也是富寿省电视广播电台（Đài Phát thanh và Truyền hình Phú Thọ）总部所在地，该电台在部分時段也播出越池市所在富寿省的地方新聞。

### 文化
越池市义岭山建有越南雄王祭典的中心雄王庙，供奉被视为越南民族始祖的历代雄王。